# اکبرکندی
اکبرکندی یک منطقهٔ مسکونی در ایران است که در دهستان یافت واقع شده‌است. براساس سرشماری مرکز آمار ایران در سال ۱۳۹۵، اکبرکندی ۱۰۳ نفر جمعیت دارد.